# Al-Mu'tazz
Abū ʿAbd Allāh al-Muʿtazz bi-llāh (in arabo ﺍﻟﻤﻌﺘﺰ ﺑالله‎?; Samarra, 847 – Samarra, 16 luglio 869) è stato un califfo abbaside che regnò dal 25 gennaio 866 al 16 luglio 869, durante la cosiddetta "Anarchia di Samarra".
Collocato sul trono dalla soldatesca turca, si dimostrò un burattino nelle loro mani. Diventando comandante dei credenti a 19 anni, fu il più giovane califfo della peraltro ancora breve storia abbaside e dovette destreggiarsi tra le fazioni di corte, che si contendevano sfacciatamente il potere.

A Samarra, i Turchi incontravano serie difficoltà con i Maghāriba (musulmani arabi e berberi del Maghreb); mentre l'elemento arabo e persiano spadroneggiava a Baghdad, che aveva inizialmente sostenuto come califfo suo cugino al-Mustaʿīn e che guardava ormai entrambi con uguale avversione. Al-Muʿtazz fu così circondato da persone che erano pronte a complottare ai suoi danni o a tradirlo alla prima occasione utile.
Dapprima egli fece giustiziare lo sventurato suo predecessore al-Mustaʿīn. Poi suo fratello stesso, Ibrāhīm al-Mu'ayyad, che era erede designato al trono, fu posto crudelmente a morte. Anche un altro fratello, Abū Aḥmad, che aveva valorosamente guidato le truppe nell'ultimo scontro, in aiuto dell'ingrato fratello, fu incarcerato. I Turchi provarono a farlo rilasciare ma al-Muʿtazz, ancor più allarmato, si decise a farlo morire. Fu così soffocato in una veste di lana (o, secondo altri, fu assiderato in un giaciglio di ghiaccio e il cadavere fu esposto alla Corte califfale per dimostrare che non aveva segni di violenza sul corpo e che era quindi deceduto di morte naturale).

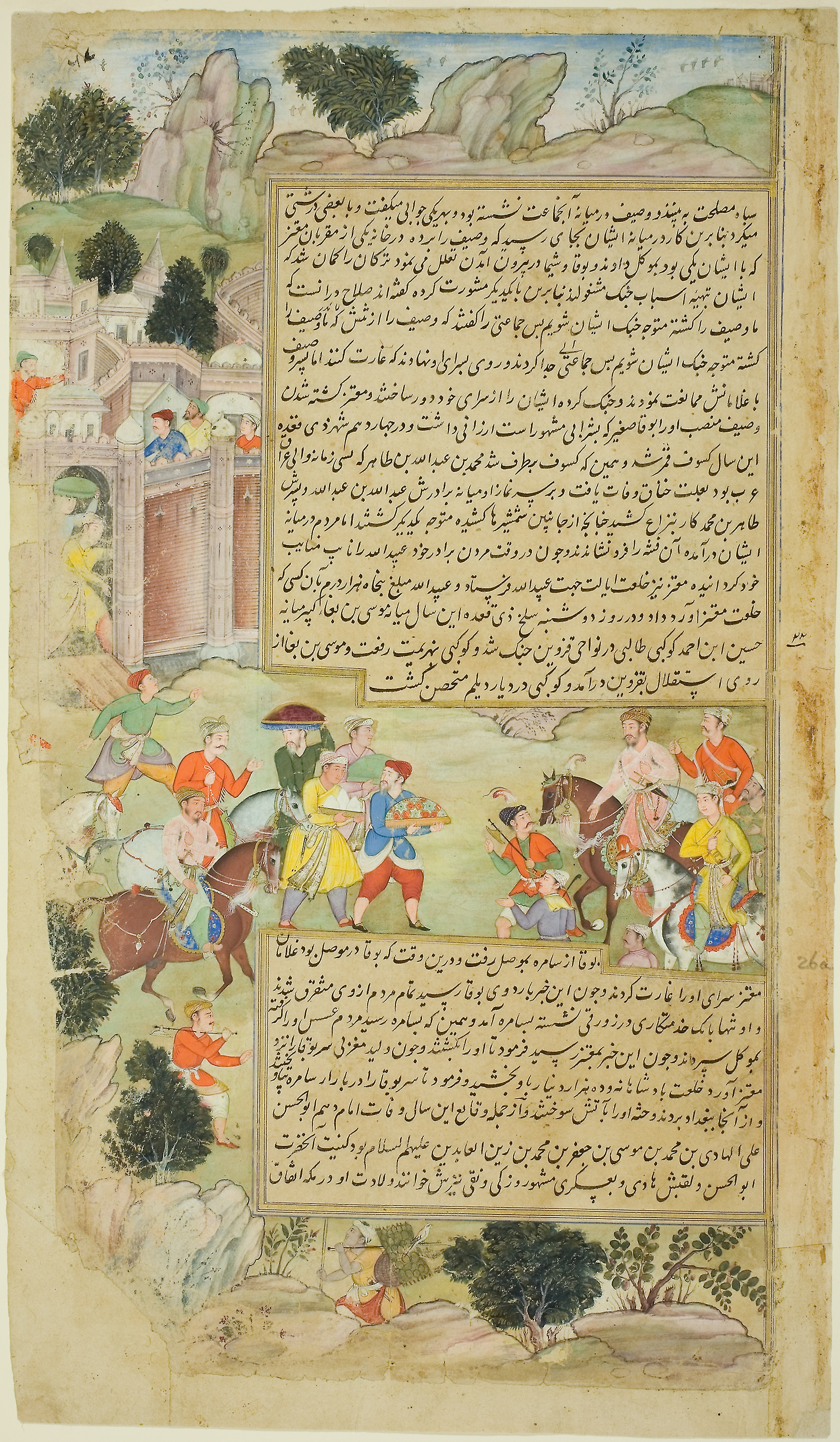
al-Muʿtazz invia doni ad ʿAbd Allāh ibn ʿAbd Allāh (dal manoscritto persiano del Tārīkh-i Alfī, c. 1592-94).

Le entrate del califfato furono sperperate da una Corte assolutamente incapace e assai poco fu lasciato nel Tesoro per pagare le truppe. Le truppe preposte alla sicurezza della città accerchiarono il Palazzo califfale, reclamando il loro soldo. Il governatore scrisse ad al-Mu'tazz per un anticipo, ma il califfo, istigato dai Turchi, negò quanto loro dovuto. Così scoppiò una grave rivolta e una folla accuratamente istigata impedì che il nome di al-Muʿtazz fosse ricordato, come d'uso, nella khuṭba della salat del mezzogiorno di venerdì nelle moschee, e così non si ebbero preghiere quel giorno. Prima di piegare la rivolta, il governatore fu costretto a incendiare due ponti e a dar fuoco all'adiacente bazar, al fine di tenere lontani i ribelli. Ma l'anno dopo tutte le forze armate califfali - Turchi, Maghāriba e Persiani del Ferghana (Farāghina) - misero a ferro e fuoco il Palazzo califfale per ottenere la loro paga.
Il califfo riusciva nondimeno a sbarazzarsi nel 868 di suo suocero, Bughā al-Saghīr (o al-Sharābī), da lui sempre odiato per esser stato tra gli assassini del padre al-Mutawakkil, contando sul forte malcontento dei “Turchi” che lo accusavano d'incapacità a trovare i fondi che essi esigevano, ma nulla poté quando Ṣāliḥ b. al-Waṣīf (giugno 869) pretese il licenziamento del vizir (e complice del califfo nelle sue malefatte), Aḥmad b. Isrāʾīl, considerato il maggior responsabile del deplorevole stato finanziario del califfato e incarcerato dopo violenti maltrattamenti, "cui il figlio di Waṣīf partecipò di persona fracassandogli i denti con un pugno".
Ṣāliḥ e un altro ribelle, Mūsā, progettarono di uccidere al-Muʿtazz e portarono avanti il loro disegno con grande brutalità. Lo attirarono per un incontro e lo colpirono a randellate e a calci; poi lo trascinarono all'aperto con le vesti lacerate e lo abbandonarono sotto il torrido sole, senza acqua né viveri. Dopo tre giorni il califfo morì.